# Канада-Уотер (станция метро)
Канада-Уотер (англ. Canada Water station) — транспортный пересадочный узел — станция лондонского метро и лондонского надземного метро англ. London Overground, расположенная в Ротерхайте, на юге Лондона. Название станция получила в честь озера Канада-Уотер, которое было создано на месте бывшего дока в лондонском порту. Находится во второй тарифной зоне.

## Описание
Вестибюль станции представляет собой полностью новое здание, построенное на заброшенной территории, которую ранее занимал док Альбиона, являвшийся частью старых коммерческих доков Суррея. «Канада-Уотер» расположена на Юбилейной линии между станциями «Бермондси» и «Кэнэри-Уорф» и на линии Ист-Лондон London Overground между станциями «Rotherhithe» и «Surrey Quays» и является пересадочной между двумя линиями.

## Строительство
Станция была одной из первых, спроектированных для продления Юбилейной линии. В 1993 году контракт на сумму 21,3 миллиона фунтов стерлингов на строительство станции был первоначально подписан с бизнесменом Джорджем Вимпи, а затем был передан компании Tarmac Limited.
Строительство началось в 1995 году и оказалась чрезвычайно сложным. Потребовался значительный объём земляных работ по разработке котлована, размероми 150 метров (490 футов) в длину, 23 метра (75 футов) в ширину и 22 метра (72 фута) в глубину. Для строительства станции линии «Ист-Лондон» требовался отдельный котлован, расположенный под прямым углом, длиной 130 метров (430 футов), глубиной 13 метров (43 фута) и переменной (сужающейся) шириной, включая викторианский железнодорожный туннель. Строительство осложнялось высоким уровнем грунтовых вод на участке, расположенном в пойме Темзы; Для того, чтобы понизить уровень грунтовых вод, перед началом возведения стены в грунте, необходимой для ограждения котлована, потребовалось провести существенное водопонижение при помощи бурения глубоких скважин. В общей сложности необходимо было извлечь 120 000 м³ (4 237 760 футов³) грунта. Раскрытие котлована рядом с фундаментами двух 22-этажных домов и северной оконечностью бывшего канадского дока (ныне декоративного озера Canada Water) внесло в реализацию проекта дополнительные сложности. Участок линии «Ист-Лондон», проходящий через строящуюся станцию, был полностью реконструирован: кирпичный железнодорожный тоннель 19-го века был демонтирован, а от нового пути проложена служебная соединительная ветвь с железнодорожными путями Юбилейной линии, проложенными ниже. Так как линия «Ист-Лондон» на время проведения работ должна была быть закрыта, работники лондонского метрополитена воспользовалось возможностью, чтобы провести другие ремонтные работы, в том числе ремонт тоннеля под Темзой, расположенного неподалёку к северу.
Станция была открыта 19 августа 1999 года для поездов линии «Ист-Лондон». Пассажирское движение поездов Юбилейной линии по станции началось 17 сентября 1999 года.